# Abbazia di Santa Maria (York)
L'abbazia di Santa Maria (in inglese Abbey of St. Mary), a York, nel Regno Unito, era un'abbazia benedettina, oggi in rovina, situata in quelli che attualmente sono gli York Museum Gardens, a ovest della cattedrale della città.

## Storia
L'abbazia fu originariamente edificata nel 1055 e dedicata a sant'Olaf. Fu rifondata nel 1088 da Guglielmo II d'Inghilterra, il quale posò la prima pietra della chiesa, della quale non sopravvivono oggi resti. Nel 1132, in seguito a una disputa e a una rivolta, una parte dei monaci abbandonarono l'abbazia per fondare la cistercense abbazia di Fountains. Le rovine che è possibile vedere oggi risalgono al periodo della nuova ricostruzione dell'abbazia, avvenuta tra il 1271 e il 1294.
Gli abati dell'abbazia di Santa Maria avevano fama di essere molto mondani, e compaiono spesso nelle ballate medievali inglesi come oggetto della vendetta di Robin Hood.
Santa Maria fu a lungo il più grande e ricco insediamento benedettino nel nord dell'Inghilterra, a cui appartenevano moltissimi terreni dello Yorkshire, fino a che nel 1539, con la dissoluzione dei monasteri inglesi voluta da Enrico VIII, fu soppressa e in seguito quasi completamente distrutta.
Ciò che rimane oggi dell'antica struttura sono la parete settentrionale e quella occidentale nonché qualche altro resto isolato: la foresteria, la porta occidentale e la trecentesca residenza dell'abate, oggi chiamata King's Manor. Tra le torri sopravvissute vi sono la torre di Santa Maria, all'angolo nordoccidentale del complesso, e la torre dell'acqua presso il fiume. I reperti ritrovati negli scavi archeologici, relativi soprattutto ai locali delle caldaie e alla sala capitolare tardo-duecentesca, sono conservati nel vicino Yorkshire Museum.